# Maja Rosit
Die Maja Rosit (serbokroatisch Росни Врх Rosni Vrh, albanisch auch Maja e Roshit, übersetzt als Ros-Gipfel; selten auch Maja Rozit) ist ein 2524 m. i. J. hoher Gipfel im Prokletije auf der albanisch-montenegrinischen Grenze. Es handelt sich um die zweithöchste Erhebung Montenegros nach der Zla Kolata (2534 m. i. J.) und vor dem Bobotov Kuk (2522 m. i. J.) im Durmitor.
Die Jezerca, mit 2694 m ü. A. höchster Berg des Prokletije, liegt etwas mehr als fünf Kilometer südwestlich. Der Berg erhebt sich zwischen dem Jezerca-Massiv und der Kollata (2552 m ü. A.). Im Süden fällt das Gelände steil ist Valbona-Tal ab. Die Maja Rosit ist vom Dorf Valbona aus aber nicht zu sehen, da sie von der Maja e Thatë (2405 m ü. A.) auf dem spitzen Südostgrat verdeckt wird. Im Norden ist es nach anfänglichen Felswänden im Gipfelbereich etwas flacher als auf der Südseite, so dass Herbert Louis von einer breiten „plateuartigen Gebirgsmasse“ spricht, die hier im Norden des Valbona-Tals die Wasserscheide zwischen Drin und Lim respektive Donau bildet.
Wie die ganze Region besteht die Maja Rosit aus Kalkstein.
Der Aufstieg über den Sattel im Westen ist zwar lange und steil, aber aufgrund fehlender Kletterstellen problemlos. Der Gipfelbereich besteht aus steilen Wiesenhängen. Auf montenegrinischer Seite wird der Berg von Vusanje bei Gusinje aus via das Ropojana-Tal und die Alm Roman bestiegen. Vom Gipfel bietet sich ein weites Panorama auf die Bergwelt des Prokletije.
Der Grenzgipfel gehört zu den Nationalparks Prokletije und Alpen Albaniens.